# Smartzee
Smartzee  né en 1980 au Bénin, est un rappeur français. Il est connu pour ses featuring avec la chanteuse Nâdiya sur les titres Et c'est parti… en 2004, et Tous ces mots en 2006. Il se définit lui-même comme un « globe-trotteur » et puise ainsi son inspiration dans la culture des pays qu'il visite. Il écrit et compose également des titres pour  Gilles Luka ou encore Clara Morgane (le single Nous Deux).

## Biographie
Smartzee se fait connaître du grand public avec sa participation pour le single Et c'est parti… de la chanteuse Nâdiya. Le single atteint le top 5 des classements français pendant 22 semaines. Il refait un duo en 2005 avec Nâdiya pour la chanson Tous ces mots qui atteint notamment la 2e place des classements. Smartzee publie son premier album solo, The Wishmaster, en décembre 2008.

## Discographie

### Album studio
- 2008 : The Wishmaster

### Collaborations
- 2004 : Et c'est parti… (Nâdiya feat. Smartzee)
- 2006 : Tous ces mots (Nâdiya feat. Smartzee)
- 2006 : Roc (Nâdiya par Smartzee)
- 2006 : It's On (feat. Gilles Luka)
- 2007 : Comment oublier (Nâdiya feat. Jio par Smartzee)
- 2009 : Diggin It  (Ocean Drive feat. DJ Oriska et Smartzee)
- 2009 : Your Man (Ocean Drive feat. DJ Oriska et Smartzee)
- 2009 : In the News (Yassine Rami feat. Smartzee)